# Beetsha
Beetsha is een dorp in het district North-West in Botswana. De plaats telt 941 inwoners (2011).